# Los Álamos
Los Álamos is een gemeente in de Chileense provincie Arauco in de regio Biobío. Los Álamos telde 21.035 inwoners in 2017 en heeft een oppervlakte van 599 km².
- Virtual International Authority File: 432145858130323022340